# Ng Cheuk Yan
Ng Cheuk Yan (19 de marzo de 2010) es una deportista hongkonesa que compite en natación adaptada. Ganó una medalla de bronce en los Juegos Paralímpicos de París 2024, en la prueba de 100 m braza (clase SB6).

## Palmarés internacional
| Juegos Paralímpicos | Juegos Paralímpicos | Juegos Paralímpicos | Juegos Paralímpicos |
| Año                 | Lugar               | Medalla             | Prueba              |
| ------------------- | ------------------- | ------------------- | ------------------- |
| 2024                | París (Francia)     | Medalla de bronce   | 100 m braza SB6     |